# 鴨川の枕状溶岩

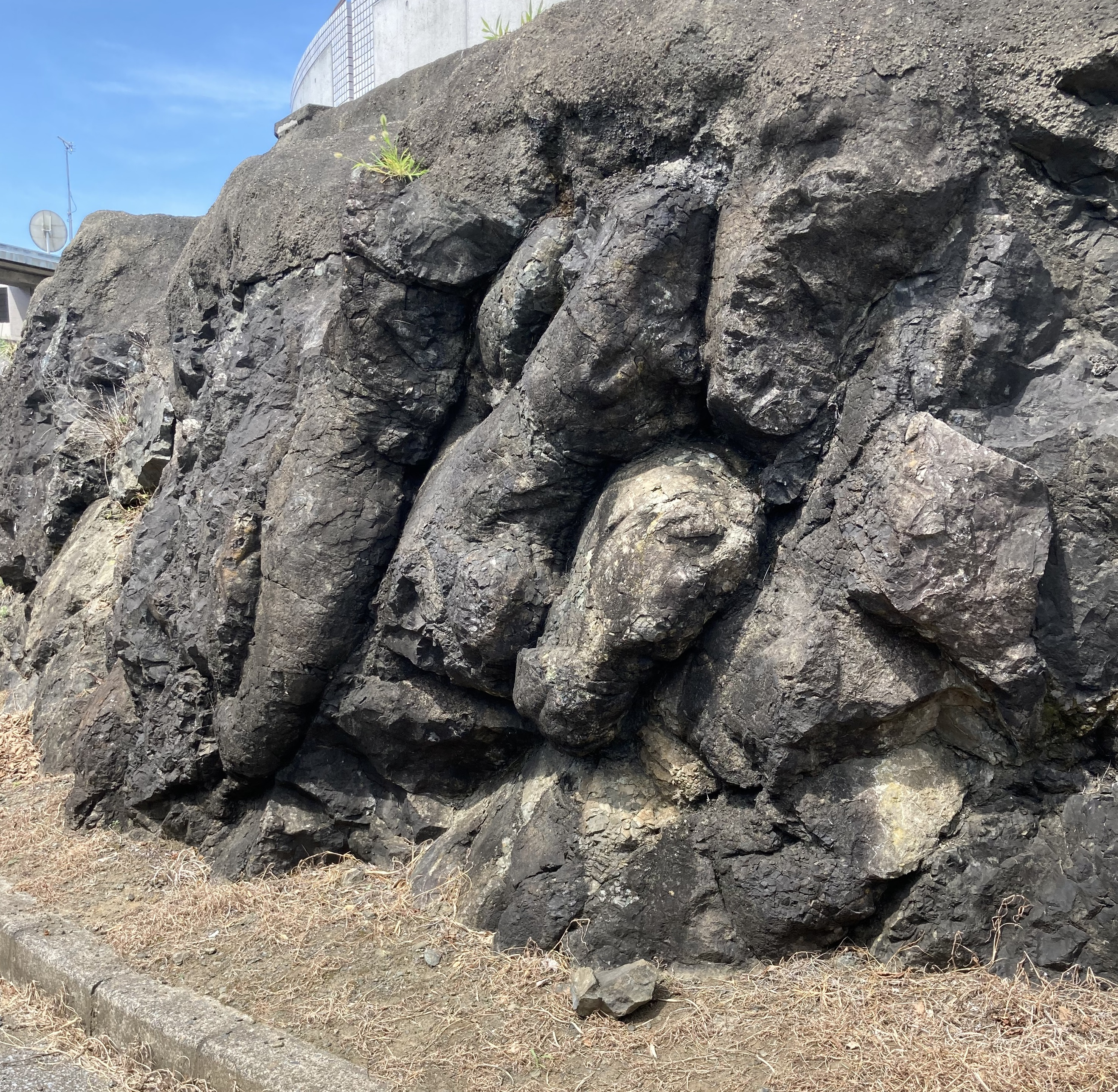
鴨川の枕状溶岩。2022年8月2日撮影。

鴨川の枕状溶岩（かもがわのまくらじょうようがん）は、千葉県鴨川市太海百目木122-1で見られる溶岩である。千葉県の天然記念物に指定されている。
太平洋の海中から噴出した玄武岩質のマグマが海水により急速に冷やされて固結し、枕が幾重に積み重なったような特徴的な岩体を持つ溶岩（枕状溶岩）が形成され、やがてプレートの動きにより日本列島の房総半島南部まで運ばれたものである。かつては鴨川の海岸に山を形作っていたが、近代以降の採石活動により当初の姿は現在は見られない。

## 解説
鴨川青少年自然の家の敷地内およびその周辺に位置し、良好な保存状態が保たれている。岩体は、いくつかの丸い固まりが積み重なったような構造をしている。
この枕状溶岩は、太平洋の深海にある海底火山から噴出した玄武岩質の溶岩が、冷たい海水によって急速に冷却されて固まって形成されたものである。形成された時期は4000万年前の新生代古第三紀始新世だと測定されている。形成時、溶岩の表面部だけが固結する一方で、内部では温度が高い状況が続いており、それが表面部の溶岩を突き破って外側に露出したものが同様に固結することが繰り返される。これによって、溶岩は「枕」のような形状の岩が積み重なったような構造で岩体を形成していった。

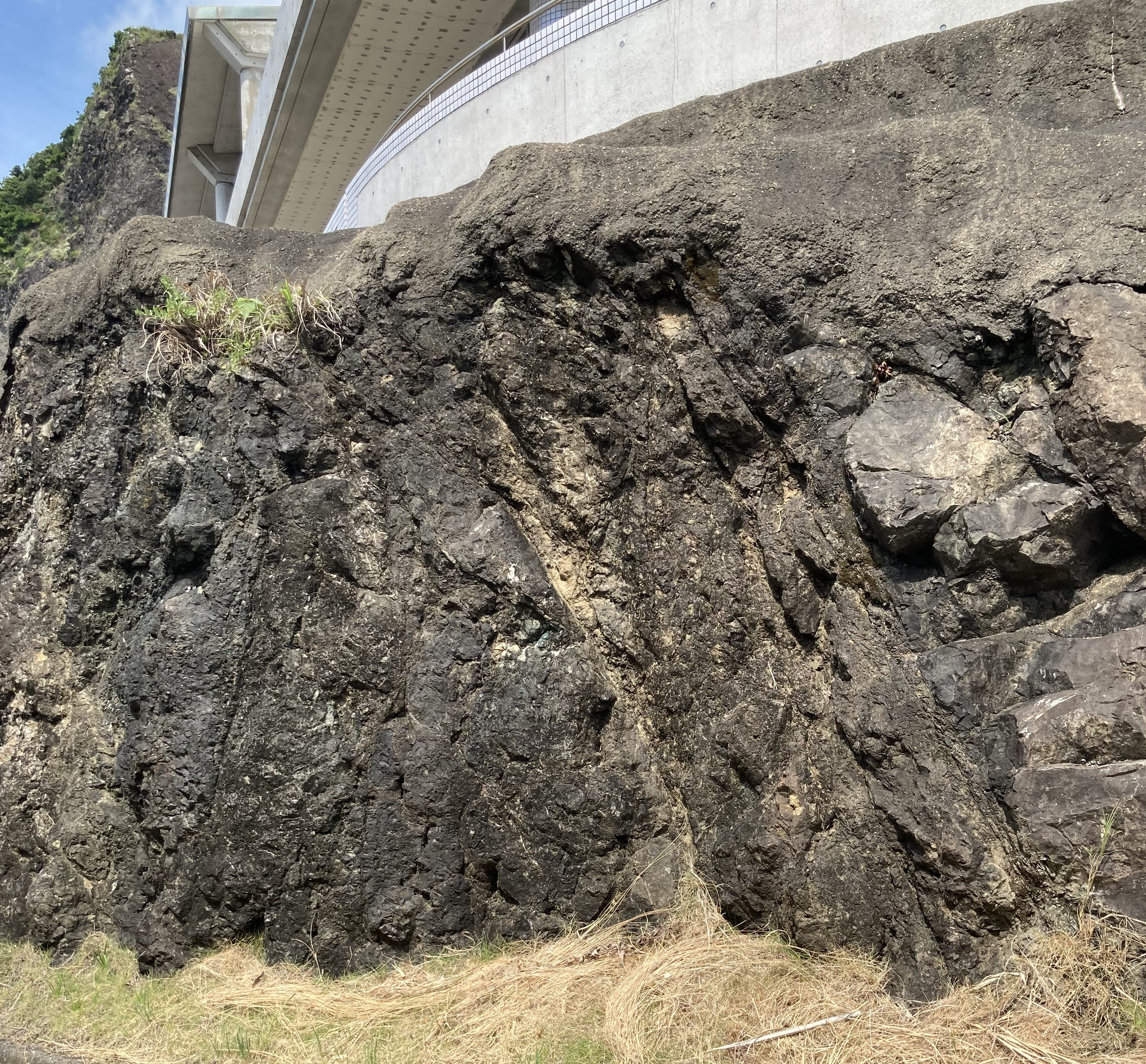
鴨川の枕状溶岩。表面がひび割れている。2022年8月2日撮影。

今日見られるのは、出来上がった溶岩が太平洋プレートに乗って運ばれ、房総半島南岸にたどり着いたものである。土地の隆起によりこの岩体が地上に現れた当初、溶岩の固まりは海からそびえる円錐形の山になっており、波太富士（なぶとふじ）の名前で呼ばれていた頃がある。当時の岩山の有様は、洋画家安井曾太郎の作品『外房風景』（1931年〈昭和6年〉）にも見ることができていた。しかし、1933年から1934年ごろより採石活動が始まり、当時の山容は2010年時点では残っていない。この枕状溶岩で見られる玄武岩は日本列島の一般的な火山で見られるそれとは性質的に異なり、これは玄武岩が海嶺で生まれ、プレートの動きに伴い列島へ運ばれたことの証左となっている。
岩体の冷却に伴い、溶岩の収縮が起こると、内部にはひび割れが起こる。このひび割れは、割れて表面部が削がれ、内部が見えている岩においては放射状の割れ目として観察できるほか、内部のひび割れが岩の表面にまで到達すると、亀甲状の模様のように見えるようになる。
また、溶岩の表面には、溶岩が形成された同時にガラスが形成され、現在では変質してセラドン石という緑色の粘土鉱物というかたちで観察できる。他にも、方沸石やソーダ沸石、方解石などを溶岩の割れ目の中から観察することができる。
同様の枕状溶岩は指定地以外にも、鴨川漁港の北端部や磯村、沖合の島である鵜島で観察することができる。
1993年（平成5年）2月26日に、岩体の一部が千葉県の天然記念物に指定された。青少年自然の家の下の海岸が指定されており、面積は2万4217.6平方メートルである。また、2008年（平成20年）に選定が行われたちば遺産100選のうちの一つに選出されている。

## 交通アクセス
所在地
- 千葉県鴨川市太海百目木122-1[1]

交通
- JR東日本内房線太海駅より徒歩10分[3]
- 鴨川市中心部から千葉県道247号浜波太港線を太海方面へ[7]